# Muyahidines Indios
Los Muyahidines Indios (Indian Mujahideen acortado como IM) es una organización terrorista islámica particularmente activa en la India. El grupo yihadista fue fundado como rama del Movimiento Islámico de Estudiantes de la India (SIMI) por varios miembros radicalizados como Iqbal Bhatkal, Riyaz Bathkal, Yasin Bhatkal, Abdul Subhan Qureshi, Amir Reza Khan y Sadiq Israr Sheikh, entre otros. Ha estado activo al menos desde 2005 cuando bombardeó el Dashashwamedh Ghat en Varanasi (donde 8 personas resultaron heridas). Llevó a cabo atentados en varias ciudades importantes de la India como el atentado de Pune en 2010 y los atentados con bombas en Bodh Gaya de 2013.
Los investigadores creen que lo muyahidines indios son uno de los muchos grupos escindidos del SIMI de nivel inferior. Según la Oficina de Inteligencia de la India, SIMI tomó varios nombres, debido a que los principales líderes de SIMI han sido detenidos y estarían disponibles para ser interrogados. Se cree que el intercambio de nombres es una de las tácticas más habituales del SIMI, intentando obtener más apoyo de la comunidad  musulmana en la india, en vez de ser visto como un grupo creado por extranjeros. Dos días después de los atentados del 13 de mayo de 2008 en Jaipur, el grupo  envió un correo electrónico a los medios de comunicación indios en el que se atribuían los ataques, y decía que "demolerían las religiones (a excepción del islam) de los infieles de la India".  El peor ataque del grupo fue una serie de explosiones registradas el 21 de julio del 2008, en Ahmedabad, dejando más de 56 muertos y más de 200 heridos.
El grupo ha sido vinculado con otros como Lashkar-e-Taiba y la agencia Inter-Services Intelligence de Pakistán. Harkat-ul-Jihad-al-Islami Bangladesh también está estrechamente relacionado con el grupo, siendo fundamental en su fundación.
Dos de los líderes fundadores, Iqbal Bathkal y Riyaz Bhatkal, se mudaron a  Karachi después del enfrentamiento en la casa Batla en 2008 y permanecen activos desde allí, operando una facción del grupo. Amir Reza Khan también huyó a Karachi, según los informes, ejecutan su propio módulo de mensajería instantánea desde allí. Yasin Bhatkal fue detenido en 2013 y condenado a muerte en 2016 por las explosiones de 2013 en Hyderabad; Abdul Subhan Qureshi fue detenido de manera similar hasta 2018.
Después de las múltiples explosiones en varias ciudades Indias en los años 2000, fue declarada organización terroristas el 4 de junio de 2010 y prohibida por el Gobierno de la India. El 22 de octubre de 2010, Nueva Zelanda la declaró organización terrorista. En septiembre de 2011, Estados Unidos colocó oficialmente a los muyahidines indios en su lista de organizaciones terroristas extranjeras, y el Departamento de Estado reconoció que el grupo se había involucrado en varios ataques terroristas en la India, y tenía aspiraciones regionales con el objetivos final de crear un "califato islámico" en el sur de Asia. El grupo fue prohibido por el Reino Unido porque tenía como objetivo crear un estado islámico e implementar la ley sharía en India, usando la violencia indiscriminada.

## Trasfondo
El grupo fue fundado como la fusión del Movimiento Islámico de Estudiantes de Usaba de la India con sede en Bhatkal (de donde provienen Iqbal Bhatkal, Riyaz Bhatkal y Yasin Bhatkal) y Asif Reza. La agrupación que había sido fundada por Amir Reza Khan (en nombre de su hermano que había muerto en un tiroteo con la policía) y había llevado a cabo el ataque de 2002 contra el centro cultural estadounidense en Kolkata. La mayoría de sus reclutas son de SIMI, del cual el IM es en gran medida una rama. Fue fundado en 2003 y se activó por primera vez en 2005. Adoptó el nombre de "Mujahideen indio" en los correos electrónicos después de los atentados en Uttar Pradesh de 2007.
El Harkat-ul-Jihad-al-Islami Bangladesh también desempeñó un papel fundamental en la fundación del grupo y anteriormente había estado involucrado con Asif Reza Commando Force. El Lashkar-e-Toiba también brindó un apoyo crucial en la fundación de IM.
Durante el enfrentamiento en la casa de la Batla en 2008, cuando varios miembros de IM fueron detenidos, primero salió a la luz la dirección del grupo yihadista.
Sus armas características son dispositivos explosivos improvisados cronometrados (IED) hechos de nitrato de amonio, que ha utilizado en la mayoría de sus principales ataques.

### Factionalismo
Riyaz Bhatkal y Amir Reza Khan ambos dirigen sus propias facciones del grupo desde Karachi, mientras que Iqbal no está actualmente activo en las operaciones del grupo.
También se sabe que los miembros indios muyahidines se unieron al Estado Islámico, como se muestra en uno de sus videos de propaganda titulado "The Bilad al-Hind [Tierra de la India] - Entre el dolor y la esperanza". Shafi Armar y Sultan Armar, hermanos y exmiembros de IM de Bhatkal, fundaron Estado Islámico afiliados Ansar-ut Tawhid fi Bilad al-Hind y Janood-ul-Khalifa-in-Hind (Ejército del Califa de la India) alentar el reclutamiento de musulmanes indios para la yihad en Siria y Afganistán. Los hermanos Armar se separaron de los muyahidines indios y formaron estos afiliados después de que se desarrollara una ruptura entre ellos e Iqbal y Riyaz Bhatkal.

## Miembros
Se sospecha que estos son los principales líderes del grupo indio Mujahideen.

### Líderes
- Riyaz Bhatkal, cofundador del grupo y prófugo en Karachi.[6]
- Iqbal Bhatkal, cofundador del grupo  y prófugo en Karachi.[6]
- Amir Reza Khan, cofundador del grupo  y prófugo en Karachi.[6][10]
- Yasin Bhatkal, cofundador del grupo y actualmente detenido.[6]
- Abdul Subhan Qureshi alias Tauqeer, bajo arresto y cofundador, un ingeniero de software de Bombay; experto en fabricación de bombas.[6]
- Sadiq Israr Sheikh, cofundador; graduado de ingeniería de Azamgarh, bajo arresto, sospechoso de los atentados con bombas en los trenes de Mumbai en 2006.[20][26]
- Mohsin Ismail Chaudhary, experto en IED desde Pune, prófugo en Karachi.[6][27]
- Mirza Shadab Beg, Planificador operativo de IM, profugó en Pakistán.[28]
- Dr. Shahnawaz, doctor unani, prófugo en Afganistán.[6]

### Otros
- Safdar Nagori, bajo arresto: arquitecto de la transformación de SIMI a muyahidines indios.
- Fayaz Kagzi, experto en IED, se unió a Lashkar-e-Toiba a partir del SIMI, atacante suicida en el los ataques suicidas de 2016, en Arabia Saudí.[29]
- Zabiuddin Ansari, bajo arresto, se unió a Lashkar-e-Taiba desde IM, acusadi de haber participado en los ataques de Mombai en 2008.
- Shafi Armar, exmiembro de IM de Bhatkal, después se unió al ISIS y murió en Siria en 2015.[30][31]
- Sultan Armar, exmiembro de IM de Bathkal, se unió a ISIS y murió en Siria en 2015.[31]
- Muhammad "Bada" Sajid, exmiembro de IM de Bathkal, se unió a ISIS y murió en Siria en 2015[32]
- Abu Rashid Ahmed, Miembro de IM que se unió a ISIS.[22]
- Mufti Abu Bashir, Bajo arresto, predicador de Azamgarh en Uttar Pradesh
- Qayamuddin Kapadia, bajo arresto: comerciante de Vadodara, comenzó la primera mezquita de la Ahle Hadis Tanzeem en Vadodara
- Sajid Mansuri, bajo arresto; Graduado en psicología y anteriormente ejecutivo en marketing
- Usman Agarbattiwala, profugó: titulado de posgrado en Derechos Humanos, de Vadodara
- Alamzeb Afridi, profugó: un joven desempleado de Ahmedabad;compró bicicletas y luego las plantó en Ahmedabad después de atar bombas
- Abdul Razik Mansuri, profugó: propietario de una unidad de bordado
- Mujib Shaikh, profugó: un artesano de la piedra pulida
- Zahid Shaikh, profugó: propietario de un taller de reparación de teléfonos móviles de Ahmedabad
- Amil Parwaz, profugó: oriundo de Ujjain, se cree que stuvo relacionado con los atentados de Uttar Pradesh en noviembre de 2007.

### Grupo de Delhi
Se cree que el grupo local en Delhi incluye los siguientes miembros, la mayoría de ellos de Azamgarh:
- Mohammad Atif Amin aka Bashir: Planificador y reclutador, asesinado en la redada en la casa de Batla, el 19 de septiembre. Plantó una bomba en M-Block Market en Greater Kailash-I, Delhi durante los atentados de Delhi de 2008 y las bombas de  Benarés durante los atentados de 2006.
- Mohammed "Chota" Sajid aka Pankaj: asesinado en la redada en la casa de Batla House, el 19 de septiembre. Plantó una bomba en Barakhamba Road en Connaught Place.
- Mohammad Saif: arrestado en la redada en la casa de Batla House el 19 de septiembre. Planto una bomba en el Teatro Regal, en Nueva Delhi.
- Zeeshan: arrestado en la redada en la casa de Batla el 19 de septiembre. Planto una bomba en el Barakhamba Road in Connaught Place, en los atentados de Delhu de 2008
- Junaid: Escapo durante el enfrentamiento en la casa de Batla. Plantó una bomba en M-Block Market en Greater Kailash-I, Delhi durante los atentados de Delhi de 2008
- Mohammad Shakeel: arrestado el 21 de septiembre de 2008, oriundo de Jamia Nagar. Planto una bomba en el sur de Delhi.
- Zia-ur-Rehman: arrestado el 21 de septiembre de 2008,  oriundo de Jamia Nagar. Plantó una bomba en Connaught Place y en un ciclo en Ahmedabad en los atentado de 2008
- Saqib Nisar: arrestado el 21 de septiembre de 2008,  oriundo de Jamia Nagar-
- Shahzad alias Pappu: arrestado oriundo de Azamgarh arrestado por miembros del Fuerza de trabajo especial. Escapó durante el encuentro de Jamia Nagar. Plantó una bomba en Central Park, Connaught Place.
- Alihas Malik: profugó, Plantó una bomba en Central Park, Connaught Place.
- Mohammad Khalif: profugó
- Salman: arrestado por miembros por la celda especial de la Policía de Delhi.

## Ataques
El grupo ha llevado a cabo varios bombardeos en serie en las ciudades indias. Hubo correos electrónicos enviados por los Mujahideen indios que afirmaban que eran responsables de varios incidentes terroristas. Usualmente antes de cada ataque, se recibió un correo electrónico de advertencia, como el ocurrido 5 minutos antes de la primera explosión en Ahmedabad. Otro fue recibido poco después de la primera explosión de bombardeos de Delhi. El momento hace que sea imposible para cualquier otro grupo haber enviado los dos correos electrónicos.

## Sospechosos y arrestos
Mufti Abu Bashir Ishlahi alias Abdul Wasir fue arrestado con la ayuda de la policía de Uttar Pradesh en la casa de su padre en Sarai Mir en Azamgarh, Uttar Pradesh el 14 de agosto de 2008. Bashir estudió en el local Madarsatul Islah y más tarde en Deoband. Según los informes, Bashir afirmó que los atentados con bombas en Ahmedabad de 2008 costaron 75 000 rupias. Un activista de SIMI vendió su casa en Kutch para obtener la cantidad. Bashir, que se había quedado en Ahmedabad junto con Abdul Subhan Qureshi alias Tauqeer, un co-conspirador, había comprado cinco tarjetas SIM usando nombres y direcciones locales. Había usado estos números de teléfono celular para mantenerse en contacto con los otros miembros del módulo en la etapa de planificación de la conspiración. Bashir había entregado las tarjetas SIM a los bombarderos el 26 de julio, quienes las habían usado con cuidado. Cada miembro se había puesto en contacto con los demás a través de las cabinas de telefónicas después de colocar con éxito las bombas. Estos números se usaban únicamente para recibir llamadas. Muchas de las llamadas eran de Juhapura, donde Zahid Shaikh, uno de los miembros clave del grupo, vivía en Sandhi Avenue, cerca de la carretera Sarkhej. Estos números quedaron inactivos inmediatamente después de las explosiones.
En marzo de 2014, la Célula Especial de la Policía de Delhi arrestó a cuatro miembros de IM, de los cuales uno era Waqas alias Javed, un experto en fabricación de bombas del grupo. Fueron arrestados en Jaipur y Jodhpur en Rayastán.
El 28 de agosto de 2013, en un gran avance, Yasin Bhatkal, cofundador de IM, y otro terrorista de IM fueron arrestados por la policía india y la Agencia Nacional de Investigación cerca de la frontera India-Nepal. Según la policía de Guyarat, el avance en el caso de los atentados de Ahmedabad en 2008 provino de cinco números de teléfonos móviles 'apagados'. El comisionado conjunto de policía (crimen) Ashish Bhatia dijo que los terroristas habían adquirido cinco tarjetas SIM de teléfonos que estaban apagados el día de las explosiones, el 26 de julio. El análisis de las llamadas telefónicas realizadas a esas tarjetas SIM desde Oficina pública de llamadas les proporcionó pistas clave.
Ejaz Sheikh, buscado en varios casos, incluido el ataque Jama Masjid de 2010, fue arrestado el 6 de septiembre de 2014 en el área de Saharanpur al oeste de Uttar Pradesh por la célula especial de la policía de Delhi. Se le considera un "experto técnico" y se le considera un miembro clave de IM.

## Enfrentamiento en la casa Batla
El 19 de septiembre de 2008, la policía allanó un apartamento en Jamia Nagar, cerca de Jamia Millia Islamia en Delhi. Se especula que el principal sospechoso de los atentados con bomba en Ahmedabad en 2008, Mufti, un maestro de madraza de Azamgarh, pudo haber señalado el apartamento.
La redada resultó en la muerte de los terroristas Bashir alias Mohammed Atif Amin (hijo de Mohammed Amin, comerciante de telas en Bhiwandi, Mumbai) y Mohammad Sajid, y un oficial de policía condecorado, Mohan Chand Sharma, en el tiroteo. Mohammad Saif (el hijo del líder del Partido Samajwadi Shadab Ahmed) fue arrestado mientras dos hostiles lograron huir posiblemente saltando los tejados. Todos los sospechosos eran de la ciudad de Sarai Mir en el distrito de Azamgarh. Afirmaron ser estudiantes de Jamia Milia Islamia, pero la universidad lo negó. Los cinco fueron responsables de fabricar las bombas utilizadas en las explosiones de Ahmedabad, Jaipur y Delhi.
Atif afirmó haber estado estudiando para obtener un diploma en desarrollo de recursos humanos de la Universidad Jamia Milia Islamia. Sin embargo, Jamia Milia negó tenerlo como alumno. Algunos residentes de Sarai Mir pensaron que estaba cursando su licenciatura en tecnología en Jamia Hamdard.
Se decía que Atif era el líder de un grupo de 14 jóvenes de Azamgarh en Uttar Pradesh, todos afirmaban haber estado estudiando en Delhi: Atif, Sajid alias Pankaj (ambos ahora muertos), Shehzad alias Pappu, Junaid, Shahdab Bhai alias Mallick, Sajid, Mohammad Khalid, Arif, Shakil, Zia Khan y Salman, Zeeshan y Mohammad Saif.
Zeeshan Jawed fue arrestado en las oficinas de un canal de televisión privado. Trabajó para una empresa privada, Monarch International en Vikas Marg, y también se dice que está estudiando administración. Tanto él como Saif afirman haber sido reclutados por Atif.
Se informa que Mohammad Saif ha dicho que los planes para llevar a cabo varias explosiones en todo el país se discutieron hace unos tres años cuando se formó el Indian Mujahideen. Aunque las explosiones abarcaron un período de 10 meses (las primeras explosiones tuvieron lugar en agosto de 2007 en Hyderabad), la planificación se remonta a 2005. Después de eso, se produjeron una serie de explosiones en Uttar Pradesh, Jaipur, Ahmedabad y Delhi.
Hay un resentimiento considerable en Sarai Mir por la muerte de los chicos locales. Los localess han culpado a los medios de comunicación por dar un mal nombre a Azamgarh llamándolo "guardería del terror". El mafioso Abu Salem es oriundo de aquí. Azamgarh solía exportar sus famosas pistolas hechas en el país, conocidas como "kattas", cuyas fábricas salpican la región. El distrito también era conocido por los jóvenes francotiradores que se unieron a las pandillas de Mumbai. Individuos del área han sido acusados de los asesinatos del productor de Bollywood Gulshan Kumar en Mumbai y del líder de izquierda Shankar Guha Niyogi en Chhattisgarh.